# Georges Chatelain
Pour les articles homonymes, voir Chatelain.
 (mars 2017).
Si vous disposez d'ouvrages ou d'articles de référence ou si vous connaissez des sites web de qualité traitant du thème abordé ici, merci de compléter l'article en donnant les références utiles à sa vérifiabilité et en les liant à la section « Notes et références ».
Georges Chatelain, né un 24 juillet  à Paris, est un producteur de musique et auteur-compositeur français. 
Il a créé, en 1966, le studio d'enregistrement parisien CBE. Il a été également le producteur son et le directeur de casting des cinq premières années des Guignols de l'info.
Auteur compositeur:
Entre autres, le standard "De clown" interprété par BenCramer , en Hollande, et Pascal Danel et Michel Monaco, en France, sous le titre "Allez viens, on danse".
Marié avec Blanca, psychologue et astrologue, d'origine colombienne

## Biographie
Georges Chatelain est né au 36 rue Ballu à Paris (aujourd'hui 3 place Lili-et-Nadia-Boulanger), dans l’immeuble où a enseigné toute sa vie Nadia Boulanger.

### Les débuts
Bien que très intéressé par le domaine artistique, notamment la musique (piano, guitare, clarinette), la photo et la comédie, Georges Chatelain suit des études scientifiques (maths sup, maths spé), et obtient un diplôme d’ingénieur en électronique. Cette formation l'aidera par la suite à aborder le monde du spectacle avec une pensée rigoureuse. 
Parallèlement à ces études scientifiques, Georges Chatelain, pour qui les rencontres humaines sont aussi importantes que les diplômes, étudie la comédie au cours Jean Périmony et approfondit ses connaissances en musique. C'est ainsi qu'il apparaît dans des films comme Le Testament d'Orphée où il fait la connaissance de Jean Cocteau (dont il a fait quelques portraits photos originaux et encore inédits) et du photographe Lucien Clergue, et des productions TV, en compagnie d'Odile Versois (Les Petites Demoiselles, un téléfilm de Michel Deville) et Macha Méril. Il fait aussi du mannequinat, ce qui lui donne l'occasion de se familiariser avec les techniques des grands photographes de l'époque, en particulier Harry Meerson, et des romans-photos, où il rencontre une jeune débutante, Mireille Darc.
Il pratique aussi différents sports : escrime, judo, karaté, aïkido.
Grâce à un ami, Nino Ferrer, qui était le bassiste de Nancy Holloway, il devient et restera pendant deux ans, le guitariste de cette chanteuse. C'est lui qui conseille à Nancy Holloway d'enregistrer la chanson qui allait la rendre célèbre : Dont make me over, qu'elle interprétera en français sous le titre T'en vas pas comme ça. 
Un stage d'ingénieur du son aux États-Unis, à Chicago, lui donne l'occasion de découvrir une école de folk, la Old town school of folk music et d’apprendre à jouer la musique folk et country (guitare et banjo à cinq cordes), mais aussi de découvrir le folk singer Reverend Gary Davis et son style très personnel. De retour à Paris, il écrit et fait éditer chez Paul Beuscher, la première méthode, en France, de guitare folk (le Picking). En 1963, les seuls Français connaissant ce style étaient Hugues Aufray et Georges Chatelain. (Quelque temps plus tard, il initiera à cette technique deux amis à lui qui rêvent aussi de débuter dans la chanson: Pierre Bachelet et Dan Ar Braz).
Il assiste également, à New York, à des cours au célèbre Actors Studio, en présence de Lee Strasberg. Cette méthode est pour lui une révélation, qui lui sert encore de base lorsqu’il dirige ou coach des chanteurs ou des comédiens.
("-J’ai lu qu’il a cherché toute sa vie une autre approche du théâtre, parcourant le monde, jusqu’au Japon, sans jamais être satisfait de ce qu’il trouvait.
Il m’est arrivé, plus tard, en 1976, de rencontrer un autre art du théâtre, en Suisse, près de Bâle. Dès le premier spectacle qui m’a profondément ému, une idée s’est imposée à moi : « Voilà ce que Lee Strasberg recherchait! » Une autre approche du théâtre, de l’art de la parole, vivante, pour l’homme futur, dirigée vers l’avenir et non sur des formes du passé").
De retour à Paris, la maison de disques Philips lui fait enregistrer, sous le label Mercury, en tant que chanteur un album et deux 45 tours de musique country-folk, en français et quelques-unes de ses propres compositions, dont Allez viens, on danse. Cette chanson sera adaptée en hollandais sous le titre De Clown par Pierre Kartner, alias Vader Abraham, et enregistrée en 1972 par Ben Cramer, qui devient alors une vedette incontournable dans son pays.  De Clown est maintenant un standard en Hollande avec plus de 90 covers, dont Frans Bauer, James Last, DJ Otzi, Rob de Nijs, Dario, Beppie Kraft, Ronnie…
Il se rend ensuite à Londres chez des éditeurs de musique, afin de trouver de nouvelles chansons folks pour son prochain disque. Après en avoir écouté plus d’une centaine, il en choisi une, totalement inconnue, de même que son compositeur : Sounds of Silence, de Paul Simon. La maison de disques fait venir Paul Simon à Paris, où il fait la connaissance  de Georges Chatelain. Paul connaît peu de monde à Paris, et il passe ses journées à apprendre à Georges Chatelain toutes ses techniques de guitares, ainsi que le célèbre instrumental Anji, composé par Davy Graham, que Georges Chatelain réenregistre plus tard à la guitare, au studio CBE, avec une orchestration de Jean-Claude Petit. Le disque sort chez Barclay vers 1975 sous le nom de George Whiteman et est programmé par les radios pendant trois ans, plusieurs fois par jour. 
Georges Chatelain adapte Sounds of Silence en français, d'après les indications de l'auteur, et l'enregistre lui-même sur un 45 tours. 
Il est aussi un des piliers du célèbre Hootenanny parisien, réunion et spectacle hebdomadaire de tous les amateurs de la folk music, créé par Lionel Rocheman, boulevard Raspail. Il y côtoie d'autres débutants, parmi lesquels Claude Lemesle, Joe Dassin, Long Chris, Martine Habib, Alan Stivell.

### CBE
Grâce à toutes ces expériences et ces rencontres, Georges Chatelain décide de créer le 16 juin 1966, dans une ancienne boutique d’imperméables, au pied d’une HLM, à Paris, dans le 18e arrondissement, son propre « studio d’enregistrement et de photo », le studio CBE. Il conçoit et réalise lui-même la déco et le traitement acoustique, en s’inspirant des divers studios londoniens de l’époque qu’il visite régulièrement; c'est de là que lui est venue l’idée des fameuses lattes à l’origine, entre autres, de l’acoustique du studio CBE. 
En août de la même année, avec son ami suisse Gunther Loof, rencontré grâce à Marco Vifian, à l'époque directeur artistique chez Barclay, il enregistre, en direct dans une boite de nuit, à Dijon, avec un magnétophone Revox stéréo, trois micros et un tout petit mélangeur de quatre potentiomètres et quelques résistances que Gunther venait de bricoler pour l'occasion, le premier album de Nino Ferrer, incluant le futur tube, Je voudrais être noir. Georges Chatelain est l’auteur de la photo de la pochette.
Grâce à Jack Robinson et son ami Lee Hallyday, Georges Chatelain enregistre et mixe à CBE, Johnny Hallyday dans Amour d’été, adaptation de Love me tender d’Elvis Presley, qui deviendra son tube de l’été 1967.
Fin 1967, une série de ses photos sont publiées par Louis Pauwels dans les numéros 5 et 10 de sa revue Plexus.
CBE devient rapidement célèbre, surtout lorsque Georges Chatelain fait fabriquer en 1968 par Gunther Loof le premier magnétophone 8 pistes en Europe, ce qui était une véritable révolution technologique à l'époque. La plupart des vedettes de la chanson française viennent enregistrer, ainsi que Paul Simon et Lee Hazlewood (grâce à Jack Robinson), un des compositeurs de Frank Sinatra.
Il équipe son studio du premier Mellotron en France, puis d’un Chamberlin (Mellotron sophistiqué)
Pendant cette période CBE, Il part à Londres, pour diriger en français une jeune chanteuse, Mary Hopkin, produite par les Beatles, dans l'enregistrement d'une chanson dont il avait écrit le texte. Chez CBE, Georges Chatelain produit, avec Jack Robinson, un chanteur avec lequel ils auront 7 "tubes" de suite, dans la maison de disques AZ qui appartenait alors à la radio Europe no 1, dirigée par Lucien Morisse : Gilles Marchal, qui fera deux fois l’Olympia, dont une fois en première partie de Liza Minnelli.
À Londres, Georges Chatelain se lie d'amitié avec les chanteurs, compositeurs, interprètes Ralph McTell, Bert Jansch, Pentangle, et le bassiste Danny Thompson. Ils viennent souvent lui rendre visite à Paris, dans son studio; ils y réalisent ensemble une maquette musicale avec Martine Habib, qui pourra ainsi signer chez CBS aux USA. Le disque est enregistré à Nashville, par Norbert Putnam, avec les choristes d'Elvis Presley, les Jordanaires. Jack Robinson et Georges Chatelain y assistent en tant que consultants.
Ralph McTell présente Tony Zemaitis à Georges Chatelain qui lui commande 2 guitares, une douze cordes et une 6 cordes. Il assiste à un concert de Gary Davis au cours duquel il prend toute une série de photos qui seront publiées dans la méthode de guitare de Stefan Grossman : Rev. Gary Davis/Blues Guitar.

### L'après-CBE: productions publicitaires,Les Guignols de l'info, l'enseignement
L’aventure CBE s’arrête pour Georges Chatelain en 1974.
Il en profite pour poursuivre plus sereinement des recherches dans les différents autres domaines qui le passionnent ou l’intriguent. Il découvre ou approfondit entre autres :
- Les médecines dites parallèles. Cela l’amène jusqu’à une rencontre avec les guérisseurs philippins, en compagnie de Claudine Kirgener, productrice TV de l’émission Discorama de Denise Glaser.
- La Théorie des couleurs, de Goethe.
- Le chant Werbeck
- L’art de la parole et le théâtre de Rudolf Steiner, qui répondent, selon lui, à beaucoup de questions posées par Lee Strasberg dans son autobiographie.
- Le livre Dialogues avec l'ange, retranscrit par Gitta Mallasz, qu’il a rencontrée lors de sa dernière conférence à Paris après laquelle elle signait son propre livre Petits dialogues d’hier et d’aujourd’hui avec la même dédicace pour tous : La joie est l’air du monde nouveau.

En 1982, le monde musical le rattrape.
Il crée sa société de production et son « home studio » 24 pistes, achète la première « LinnDrum » (batterie électronique) vendue en France, et se lance dans la production audio publicitaire où il se retrouve rapidement parmi les cinq premiers.
Il découvre, produit et manage pendant trois ans la chanteuse Fabienne Guyon, qu’il signe chez Tréma, dirigé par Jacques Revaux (Cosette, dans Les Misérables, 1er rôle dans le film de Jacques Demy Une chambre en ville, un single avec deux chansons de Claude-Michel Schönberg, le compositeur de la musique des Misérables, sur des arrangements de Jean Musy). La jeune chanteuse est choisie en 1984 pour représenter le Luxembourg à l’Eurovision avec une chanson composée par Georges Chatelain, Song of life, mais au dernier moment, elle a un empêchement.
Il conçoit et réalise, avec « Smicky », les premières bandes annonces de la radio Skyrock, à partir de textes créés par Pierre Bellanger, fondateur, avec Jean-Pierre Barbe, de l’ancienne Voix du Lézard, renommée Skyrock.
Il compose une musique, Dans notre vie, qui devient et reste pendant 10 ans la musique d’attente des Télécoms pour le 12, 13 et 14. Des centaines d’appels et de lettres arrivent de personnes qui voulaient se procurer ce disque, mais ni les Telecoms, ni aucune maison de disques n’accepte de le sortir dans le commerce. 
Au printemps 1988, la société VCF (Vidéo Communication France) lui demande de faire le "son" du pilote d’une petite émission qui allait démarrer sur Canal+, Les Arènes de l’info, qui devient par la suite  les Guignols de l'info, dont il est, de 1988 à 1994, le producteur son (Sound designer) et le directeur de casting pour choisir et engager les imitateurs, ce qui a permis, entre autres, à Yves Lecoq et Sandrine Alexi,  de connaître le succès.
Il continue ses recherches dans le monde artistique, musique, photo et video. Il étudie la méthode de piano de Marie Jaell (une contemporaine et amie de Liszt), se perfectionne dans le chant Werbeck.
En 1998, Bertrand Burgalat (rencontré grâce à Jean-Max Rivière) fait appel à Georges Chatelain pour diriger les chanteurs-comédiens d’une comédie musicale écrite par le professeur Choron, Ivre mort pour la patrie, produite et diffusée par Canal+. Ainsi, il dirige vocalement, entre autres, Arielle Dombasle, Dick Rivers, Moustique et Benoît Delépine, de l’équipe des Guignols, Yvan Le Bolloc'h, Bruno Solo, Alain Chabat et la présentatrice Évelyne Leclercq. Bertrand Burgalat lui demande aussi de coacher une jeune chanteuse japonaise, vedette dans son pays, Cano Caoli, avec qui il interprète un titre et figure dans son clip, puis l’écrivain Michel Houellebecq.
Il perfectionne sa propre méthode de chant et de coach vocal, qu’il applique pendant deux ans dans une école de variétés, à Nyon, en Suisse, Le Funambule, créée et dirigée par Eliane Saint, et parrainée par Michel Fugain et Claude Lemesle. 
Considérant que la meilleure école est la pratique de la scène, il met en scène, chaque trimestre, les jeunes élèves en leur créant un spectacle musical.